# Life Unexpected
Life unexpected er en amerikansk tv-serie fra 2010. Serien handler om Lux Cassidy, som hele sit liv har sluset rundt mellem forskellige børnehjem. Når hendes sekstenårsdag nærmer sig, ser Lux chancen for endelig at blive fri. Alt hun behøver er en underskrift fra sine biologiske forældre.
Der blev lavet i alt to sæsoner fra 2010 til 2011. Lux Cassidy blev spillet af Britt Robertson.
 Der er for få eller ingen kildehenvisninger i denne artikel, hvilket er et problem. Du kan hjælpe ved at angive troværdige kilder til de påstande, som fremføres i artiklen.

| Fjernsyn | Spire Denne artikel om et tv-program er en spire som bør udbygges. Du er velkommen til at hjælpe Wikipedia ved at udvide den. |